# Vékássy Alajos
Vékássy Alajos (Budapest, 1908. december 31. – Budapest, 1999. július 24.) a műszaki tudományok doktora, nyugalmazott műegyetemi tanár.

## Élete
Vékássy Alajos a Vörösmarty Mihály Főreáliskolában tett érettségije után a József Nádor Műegyetemre iratkozott be, ahol 1933-ban kapott gépészmérnöki oklevelet. 1934–1936 között a Borbás Testvérek Kötszövőgyárában dolgozott mérnökként és eközben gazdasági szaktanári képesítést is szerzett. Ennek birtokában 1937-ben az akkor Újpesten működő Magyar Királyi Állami Textilipari Szakiskolában helyezkedett el mérnöktanárként. 1949-ig töltötte be ezt a munkakört, ekkor az abban az időben alapított Állami Műszaki Főiskolán létrehozott textiltechnológia tanszék vezetőjévé nevezték ki. Amikor 1952-ben ezt a főiskolát beolvasztották a Budapesti Műszaki Egyetembe, a II. sz. Textiltechnológia Tanszék vezetését bízták rá, amit azután 1960-ban – Textiltechnológia és Könnyűipari Tanszék néven – az ő vezetésével vontak össze a korábban dr. Zilahi Márton professzor által vezetett másik műegyetemi textiltechnológia tanszékkel. 1974-ig, nyugállományba vonulásáig töltötte be ezt a posztot, egyetemi tanári beosztásban. Közben 1951–1955 között a gépészmérnöki kar dékánhelyettese is volt. Nyugdíjasként először a Pamutnyomóipari Vállalat Kelenföldi Textilgyárában, majd a Textilipari Kutató Intézetben, 1983–1989 között a Budapesti Harisnyagyárban dolgozott tudományos tanácsadóként.

## Munkássága
Nevéhez fűződik a kötőipari szakoktatás rendszerének kialakítása. A közép- és felsőfokú tanintézeteknél oktatóként eltöltött évtizedei alatt a kötőipar számos későbbi vezetője volt tanítványa. Már nyugdíjasként oktatott a Könnyűipari Műszaki Főiskolán, ahol címzetes főiskolai tanárrá nevezték ki. Több technikumi és egyetemi jegyzet, tankönyv szerzője volt. Megjelenése idején (1954-ben) fontos alapműnek számított két társszerzővel írt A kelmeszerkezettan alapjai c. szakkönyve. A szakmában jól ismert, 1960-ban megjelent Hurkoló- és konfekcióipar c. egyetemi tankönyvét a Művelődési Minisztérium nívódíjjal tüntette ki. A harisnyakötőgépekről írt főiskolai jegyzetét még megírta, de kiadását sajnos már nem érhette meg: 1999-ben elhunyt.
Oktató munkája mellett mélyreható tudományos tevékenységet is folytatott, elsősorban a kötött kelmék szerkezetének tanulmányozása terén. Ebben a témakörben írt disszertációjáért 1963-ban műszaki doktori címet kapott, majd 1965-ben a kandidátusi és 1980-ban a műszaki tudományok doktora fokozatot is elnyerte. Tagja volt a Magyar Tudományos Akadémia szál- és rosttechnológiai bizottságának. Pályafutása alatt számtalan cikket publikált magyar és külföldi szakfolyóiratokban és rendszeresen tartott előadásokat tudományos rendezvényeken, itthon és külföldön egyaránt.
Fontos szerepet vállalt a Textilipari Műszaki és Tudományos Egyesületben is, amelynek alapító tagja és 1948–49-ben főtitkára volt. 1960-tól alelnöke, később elnöke volt a TMTE kötő szakosztályának, amely 1973-ban tiszteletbeli elnökévé választotta. Az ő érdeme, hogy Magyarország 1961-ben bekapcsolódott a Kötőipari Szakemberek Nemzetközi Szövetségébe. Itt több évtizeden át, haláláig a magyar tagozat elnökeként tevékenykedett; 1966-ban a szövetség dísztagjává választották.
Munkásságát a szakma elismerte, számos kitüntetést mondhatott magáénak. A Textilipari Műszaki és Tudományos Egyesület 1967-ben és 1994-ben a Textilipar Fejlesztéséért érmet adományozta neki. 1974-ben, nyugdíjba vonulása alkalmából a Munkaérdemrend ezüst fokozatát kapta, 1994-ben pedig, tudományos munkásságának elismeréseként, megkapta a Szent-Györgyi Albert-díjat. A Műegyetem is számon tartotta legkitűnőbb diákjai és tanárai között: 1982-ben, a Műegyetem fennállásának 200. évfordulója alkalmából Jubileumi Díszoklevelet és Emlékérmet, 50 éves mérnöki tevékenységéért 1983-ban arany, 60 éves pályafutásának ünnepére 1994-ben gyémánt, 65 éves jubileuma alkalmából pedig, 1998-ban vas oklevéllel tüntették ki.

## Legfontosabb művei
- Vékássy Alajos: Textilipari gyártásismeret. Síkkötés. Tankönyvkiadó, Budapest, 1950
- Vékássy Alajos: Textilipari gyártásismeret. Körhurkolás. Tankönyvkadó, Budapest, 1950
- Vékássy Alajos: Textilipari gyártásismeret. Lánchurkolás, lánckötés, síkhurkolás. Tankönyvkiadó, Budapest, 1950
- Vékássy Alajos: Hurkolt kelmék kötése. I., II., III. Tankönyvkiadó, Budapest, 1950
- Vékássy Alajos: Ruhaipari géptan. I., II., III. Könnyűipari Kiadó, Budapest, 1953
- Vékássy Alajos, Dániel László, Feleki László: A kelmeszerkezettan alapjai. Könnyűipari Kiadó, Budapest, 1954
- Vékássy Alajos: Hurkoló- és konfekcióipar. Tankönyvkiadó, Budapest, 1960
- Dr. Vékássy Alajos: A harisnyakötés gépei és technológiája I., II. Könnyűipari Műszaki Főiskola, Budapest, 2000

## Jegyzet
1. ↑  Az életrajzi adatok és munkásságának összefoglalója a család tulajdonában levő önéletrajz alapján készült, ez tekintendő a szócikk forrásának. Publikált forrás nem ismeretes.